# Breaking Fast
Pour plus de détails, voir Fiche technique et Distribution.
Breaking Fast est un film américain écrit et réalisé par Mike Mosallam, sorti en 2020.
Il est sélectionné et présenté en avant-première, le 7 mars 2020, au Cinequest Film & Creativity Festival à San José, en Californie (États-Unis).

## Synopsis
Mo (Haaz Sleiman) est docteur musulman gay de Los Angeles, qui est émotionnellement enfermé depuis la rupture douloureuse avec son ancien partenaire Hassan (Patrick Sabongui). Au premier jour de Ramadan, il rencontre Kal (Michael Cassidy), et apprend à le connaître en pleine nuit d'iftar.

## Fiche technique
Sauf indication contraire, les informations mentionnées dans cette section peuvent être confirmées par la base de données cinématographiques IMDb,  présente dans la section « Liens externes ».
- Titre original et français : Breaking Fast
- Réalisation et scénario : Mike Mosallam
- Musique : Omar Fadel
- Décors : Jourdan Henderson
- Costumes : Jessyca Bluwal
- Photographie : Anka Malatynska
- Montage : Mike Hugo
- Production : Sarah Bazzi, Bay Dariz, Seth Hauer et Alex Lampsos
- Sociétés de production : Mike Mosallam Productions ; Minutehand Pictures (coproduction)
- Société de distribution : Vertical Entertainment (États-Unis) ; Optimale (France)
- Pays de production :   États-Unis
- Langues originales : anglais, arabe
- Format : couleur
- Genres : comédie romantique, comédie dramatique
- Durée : 92 minutes
- Dates de sortie :
  - États-Unis : 7 mars 2020 (avant-première au Cinequest Film & Creativity Festival)
  - États-Unis : 22 janvier 2021 (sortie nationale)

## Distribution
- Haaz Sleiman : Mo
- Michael Cassidy : Kal
- Amin El Gamal : Sam
- Patrick Sabongui : Hassan
- Christopher J. Hanke : John
- Rula Gardenier : Mama
- Veronica Cartwright : Judy
- Aline Elasmar : Muna
- Rob Warner : Chad
- Doug Locke : Josh

## Accueil

### Festivals et sortie
Le film est présenté, 7 mars 2020, au Cinequest Film & Creativity Festival à San José, ainsi que le 13 août 2020 au Out on Film: Festival de film queer de Vancouver au Canada. Il sort le 22 janvier 2021 au grand écran aux États-Unis.

### Critique
Sur Rotten Tomatoes, il obtient un pourcentage de  96 % de critiques favorables, avec une note moyenne de 7.5/10.